# Rhyssostelma
Rhyssostelma es un género monotípico de fanerógamas de la familia Apocynaceae. Contiene una única especie: Rhyssostelma nigricans Decne.. Es originaria de Sudamérica en Uruguay.

## Descripción
Son pequeños arbustos que alcanzan los 10-20 cm de alto. Las láminas foliares de 1,5-2 cm de largo, 1-1.5 cm de ancho, ovadas, basalmente truncadas a cordadas, el ápice agudo, adaxialmente hirsutas a tomentosas, con tricomas cortos y erectos, abaxialmente híspidas a tomentosas.
Las inflorescencias son terminales o extra-axilares, solitarias, con 5-10 flores, simples,  largo pedunculadas, pedúnculos de 6 cm, mucho más largos que los pedicelos, escasamente híspidas a tomentosas por toda la superficie,  y tricomas erectos.

## Taxonomía
Rhyssostelma nigricans fue descrito por Joseph Decaisne y publicado en Prodromus Systematis Naturalis Regni Vegetabilis  8: 590. 1844.